# Dos Arroyos (Misiones)

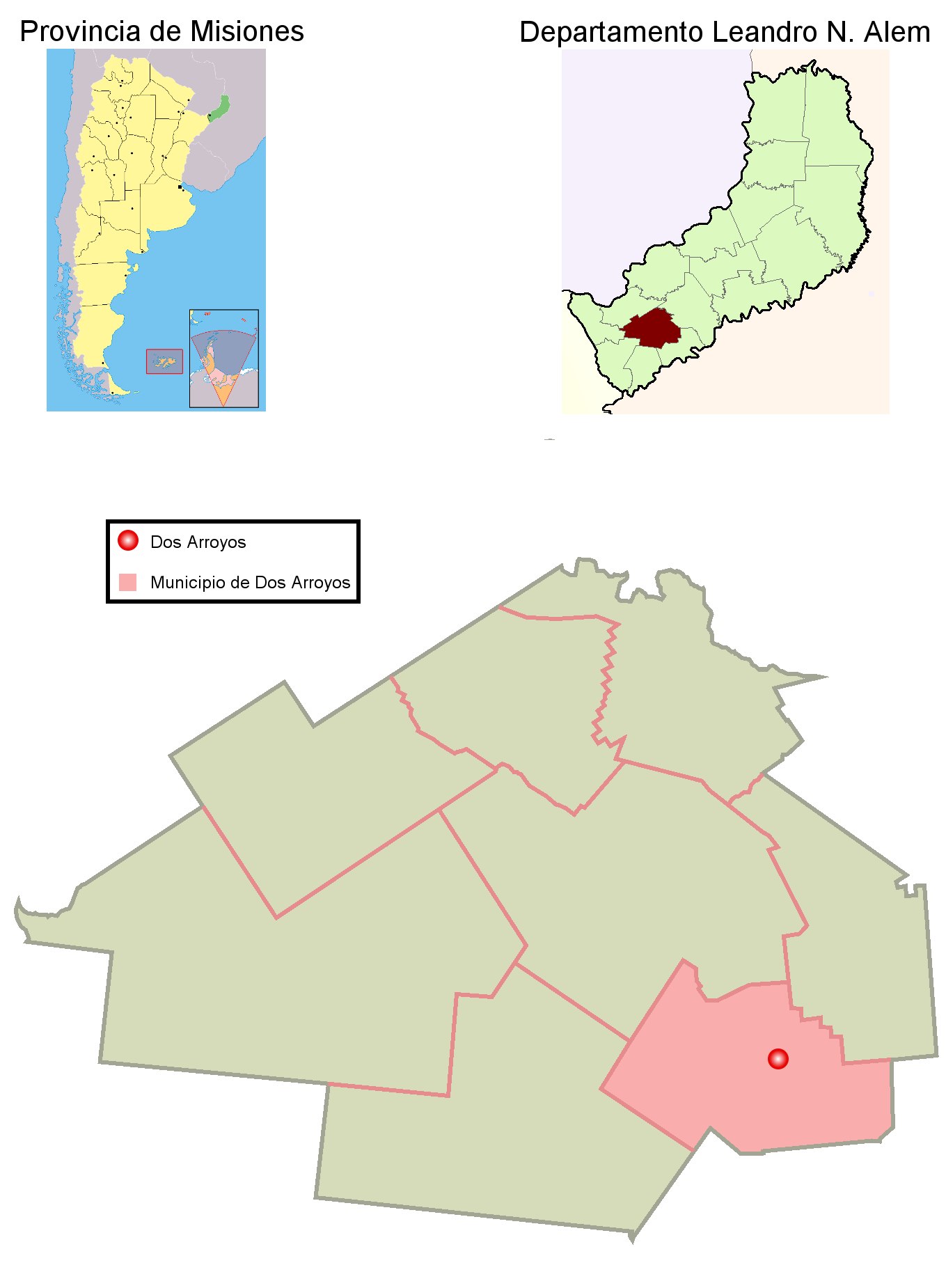
Municipio de Dos Arroyos en el departamento Leandro N. Alem.

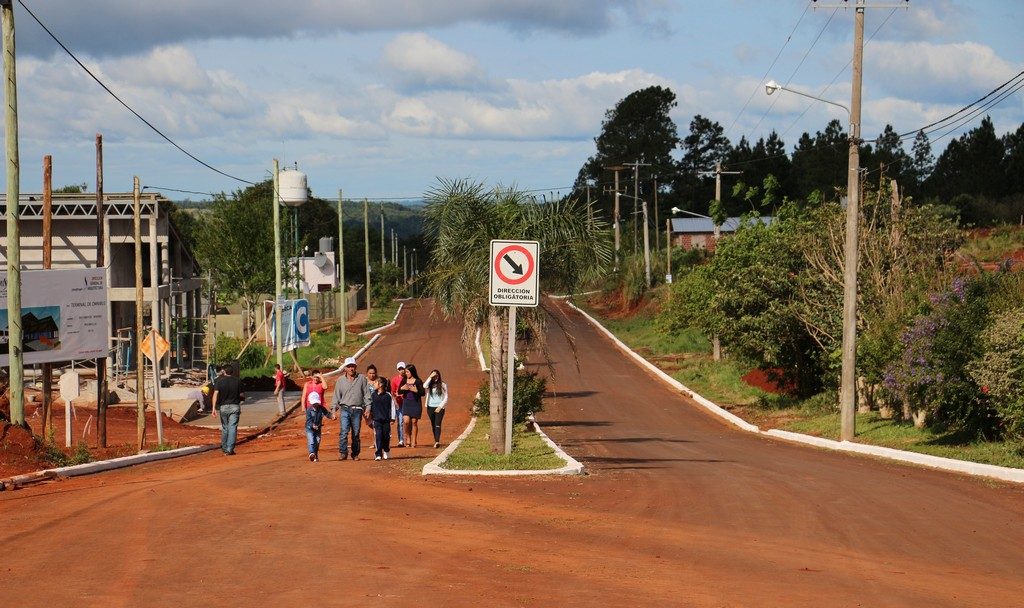
Calle del municipio de Dos Arroyos.

Dos Arroyos es un municipio argentino de la provincia de Misiones, ubicado dentro del departamento de Leandro N. Alem. Limita con los municipios de Gobernador G. López, Arroyos del Medio, Leandro N Alem, Mojón Grande y Itacaruaré. 
El origen de la población se remonta a comienzos del siglo XX, con la llegada de inmigrantes provenientes del Brasil, entre ellos había un gran número de brasileños italianos españoles y demás nacionalidades. En 1935 se creó la primera Comisión de Fomento, la cual terminaría originando el actual municipio.
En este momento el intendente del municipio de Dos Arroyos es el señor Rosario Becker, del Partido Renovador de la Concordia Social (FPV).
El Concejo Deliberante cuenta de cinco Bancas, las mismas son ocupadas por el concejal Alex Emmanuel Becker Adela Skorvodovsky y Miguel Ángel Barcellos, por el oficialismo, y Hipólito Rodríguez( fpv) y Juan Carlos Chaiwort (pays)
El municipio cuenta con una población de 2894 habitantes, según el censo del año 2010 (INDEC).

## Toponimia
El lugar se halla ubicado entre dos arroyos, el arroyo López y el arroyo Guerrero, que se unen unos kilómetros abajo. En los comienzos, los maestros debían cruzar ambos arroyos para poder llegar a la localidad de San Javier, donde cobraban sus salarios. Si estos dos arroyos se encontraban desbordados, dicha diligencia no era posible, lo cual finalmente le dio el nombre actual.

## Actividades económicas
Las empresas que se encuentran en el municipio son secaderos de yerba y te, aserraderos, etc. La población del municipio se dedica a la cosecha de yerba(tarefa) al cultivo de Tabaco, Caña de azúcar, la fabricación de ladrillos, también existen los denominados changarines los cuales poseen empleos por poco tiempo. Cabe destacar también que muchas personas emigran a otras localidades a trabajar.
- Datos: Q5299139
- Multimedia: Dos Arroyos, Misiones / Q5299139